# Cennino Cennini
Cennino d'Andrea Cennini (c. 1360 – c. 1440) va ser un pintor Italià influït per Giotto i conegut principalment per haver escrit Il libro dell'arte (El llibre de l'art).

## Vida
Cennini va néixer a Colle di Val d'Elsa, Toscana.
Va estudiar amb Agnolo Gaddi. Gaddi havia estat format pel seu pare, Taddeo Gaddi, qui havia estat deixeble de Giotto.
Les dates de la vida de Cennini són altament incertes. S'ha falsament assumit que fos viu el 1437 perquè aquella data apareix en una de les còpies del seu manuscrit. Al prefaci de la traducció feta per Daniel V. Thompson del Il libro dell'arte, s'esmenta aquesta informació, si bé l'autor no especula sobre les dates de naixement i mort de Cennini. En tot cas, les tècniques que Cennini descriu es basen en el final del segle xiii i meitat del XIV. En la mesura que no es recull el fort desenvolupament de la pintura a l'oli de començaments del segle xv, cal pensar que va ser escrit a mitjan segle xiv

## Il libro dell'arte
Escrit el segle xiv, el llibre és un manual de tècniques artístiques de l'època. Conté informació sobre pigments, pinzells, pintura sobre taula, l'art del fresc, i tècniques i trucs, incloent-hi instruccions detallades per a fer el dibuix subjacent, com fer la capa de preparació i la pintura al tremp d'ou. Cennini també proporciona uns apunts elementals sobre pintura a l'oli. La seva exposició sobre aquesta tècnica és important per esvair el mite, propagat per Giorgio Vasari i Karel van Mander, que la pintura a l'oli havia estat inventada per Jan van Eyck (encara que Teòfil ja havia escrit instruccions per a pintar a l'oli al seu tractat, Les diverses arts, escrita el 1125).
La intenció de Cennini era proporcionar un manual pràctic per al pintor novell. Juntament amb mètodes i tècniques, Cennini oferia també consell sobre l'estil de vida que un pintor jove hauria de seguir: "La seva vida s'hauria d'orientar com si estigués estudiant teologia, o filosofia, o d'altres teories similars; és a dir, bevent moderadament i menjant com a mínim dues vegades al dia, elegint plats digeribles i saludables, i vins lleugers; protegint i controlant les seves mans de perills com les pedres pesades, palanques, i moltes altres coses que són dolents per a les seves mans i evitar cansar-les. Hi ha una altra causa que, si ho descuideu, pot produir una inestabilitat que farà que us tremoli més que si fos agitada pel vent, que és prodigar-se en la companyia de dones."